# Miloslav Račanský
Miloslav Račanský (* 4. März 1993 in Vlašim) ist ein tschechisch-isländischer Eishockeyspieler, der seit 2013 bei Skautafélag Reykjavíkur in der isländischen Eishockeyliga unter Vertrag steht.

## Karriere
Miloslav Račanský begann seine Karriere als Eishockeyspieler beim BK Havlíčkův Brod, bei dem er es bis in die höchste tschechische Nachwuchsliga brachte. Mit 20 Jahren verließ er seine Heimat und ging nach Island, wo er sich Skautafélag Reykjavíkur aus der isländischen Eishockeyliga anschloss, für den er bis heute spielt.

### International
Nach seiner Einbürgerung spielte Račanský bei der Division II der Weltmeisterschaft 2019, als er gemeinsam mit dem Mexikaner Héctor Majul und dem Israeli Sergei Frenkel zweitbester Torschütze nach Frenkels Landsmann Eliezer Sherbatov war und auch zum besten Spieler seiner Mannschaft gewählt wurde, erstmals in der isländischen Nationalmannschaft. Zudem spielte er mit den Isländern bei der Qualifikation für die Olympischen Winterspiele in Peking 2022.

### Trainerlaufbahn
Bei den U18-Weltmeisterschaften 2018 in der Division II und 2019 in der Division III sowie den U20-Weltmeisterschaften U20-Weltmeisterschaft 2019 und 2020 jeweils in der Division III fungierte er als Assistenztrainer des isländischen Nachwuchses. Seit 2019 ist er auch Cheftrainer der U18-Mannschaft seines Klubs Skautafélag Reykjavíkur.

## Erfolge
- 2020 Aufstieg in die Division II, Gruppe B, bei der U20-Weltmeisterschaft der Division III (als Assistenztrainer)